# Amnón

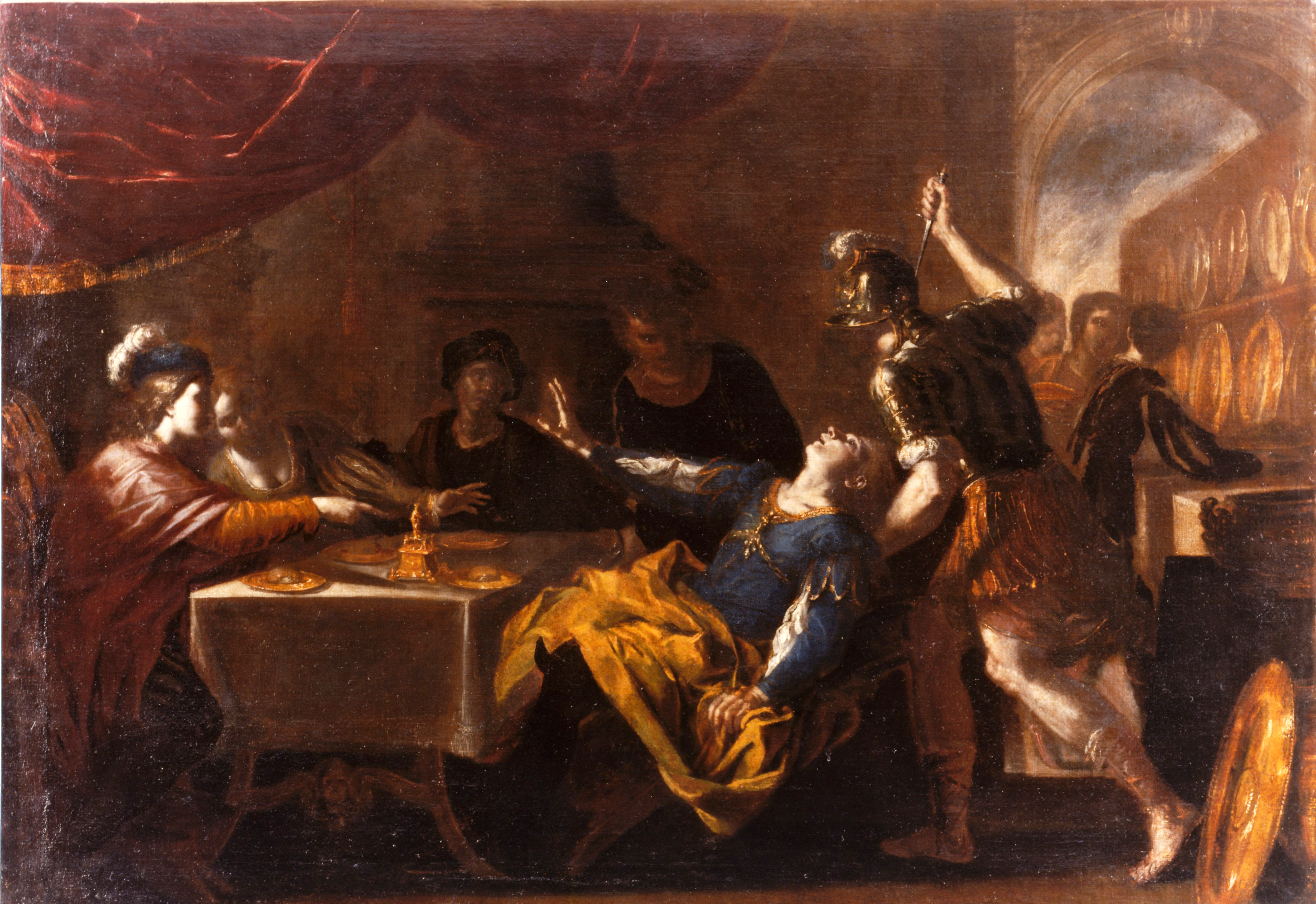
The Banquet of Absalom atribuido a Bernardo Cavallino.

Amnón "fiel" (hebreo אַמְנוֹן) según el Antiguo Testamento era el hijo primogénito de David, rey de Israel, con su esposa, Ahinoam.

## Violación de Tamar

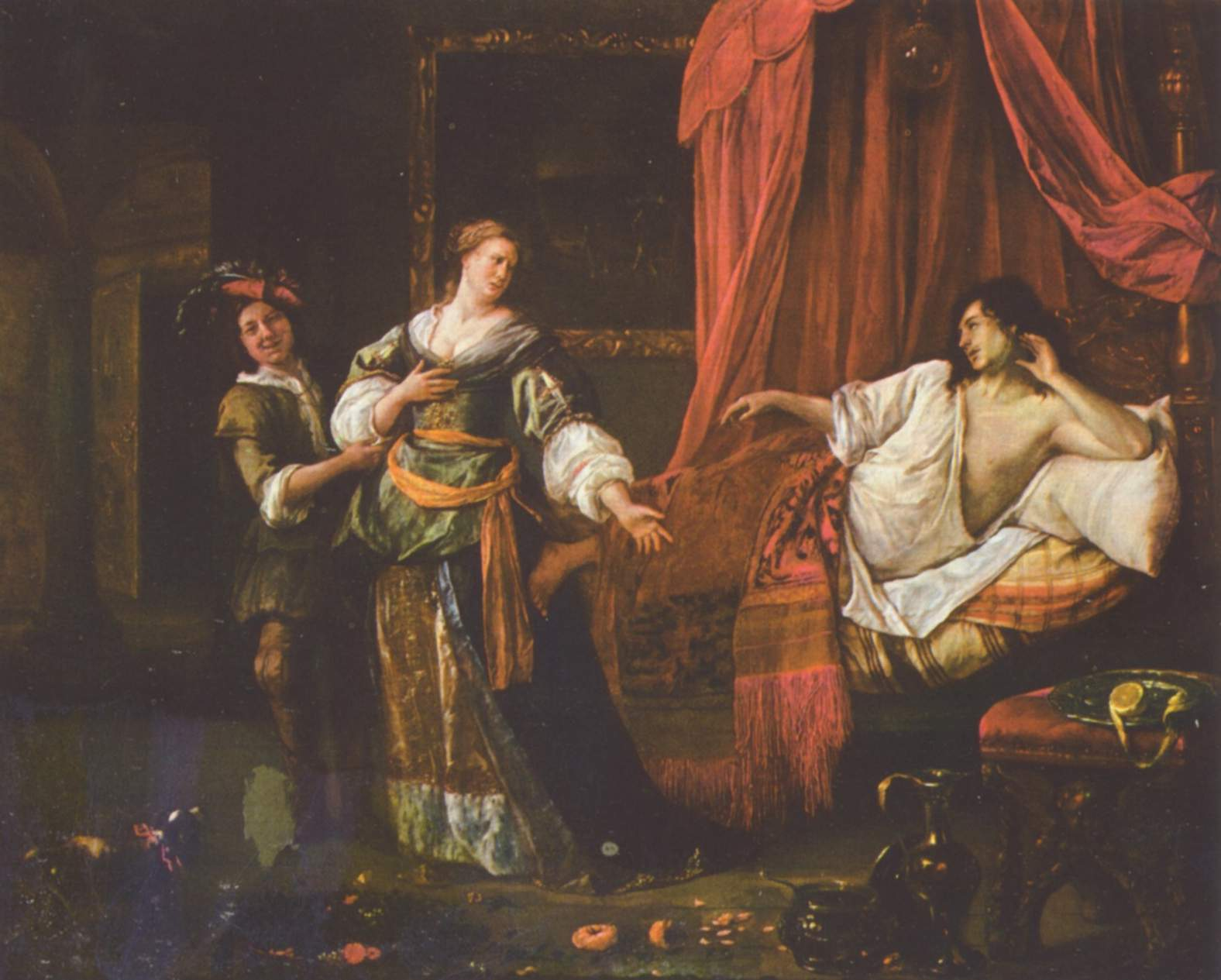

Aunque él era el heredero al trono de David, Amnón es recordado por la violación de su media hermana Tamar, hija de David y Maachá.
La ley judía prohíbe el coito entre medio hermanos y hermanas (Levítico 18:11). Sin embargo, en su deseo por ella, Amnón escuchó el consejo de su primo, Jonadab, hijo de Samá, hermano de David, de fingir estar enfermo y atraer a Tamar en sus habitaciones. Tamar fue invitada con la pretensión de que Amnón quería que le preparara una comida especial para él. 
Haciendo caso omiso de sus protestas, la violó. Esto condujo a su muerte dos años más tarde por orden de Absalón, su medio hermano y hermano de Tamar. Absalón vengó a su hermana, mediante el envío de sus siervos a matar a Amnón en una fiesta a la que había invitado a todos los hijos del rey (2 Samuel 13).

## Libros
- La venganza de Tamar, obra de teatro de Tirso de Molina.
- Amnón. Obra de teatro de María Rosa de Gálvez.
- Thamar y Amnón, un poema de Federico García Lorca.
- La violación de Tamar, una novela de Dan Jacobson escrita en 1970.[3]